# Quasipaa delacouri
Quasipaa delacouri es una especie de anfibio anuro de la familia Dicroglossidae. Se encuentra en Vietnam y, posiblemente en la  China. Se encuentra amenazada de extinción por la pérdida de su hábitat natural.